# Aiguille du Plan
La Aiguille du Plan (3.673 m s. n. m.) es una montaña del macizo del Mont Blanc y que forma parte de la Cadena de las Aiguilles de Chamonix ("Agujas de Chamonix").
La cima se alcanza partiendo de la primera estación del teleférico que llega a la Aiguille du Midi o también partiendo desde el Refugio Plan de l'Aiguille.
La primera ascensión  la hicieron en julio de 1871 el británico James Eccles con los guías Alphonse y Michel Payot.

## Geografía
Según el SOIUSA, la Aiguille du Plan da su nombre a un subgrupo alpino, Grupo de la Aiguille du Plan, con código I/B-7.V-B.3.b. Se incluye en la parte grande Alpes occidentales, gran sector de los Alpes del noroeste, sección de los Alpes Grayos, subsección Alpes del Mont Blanc, supergrupo Macizo del Mont Blanc y grupo Cadena de las Aiguilles de Chamonix.

## Enlaces externos

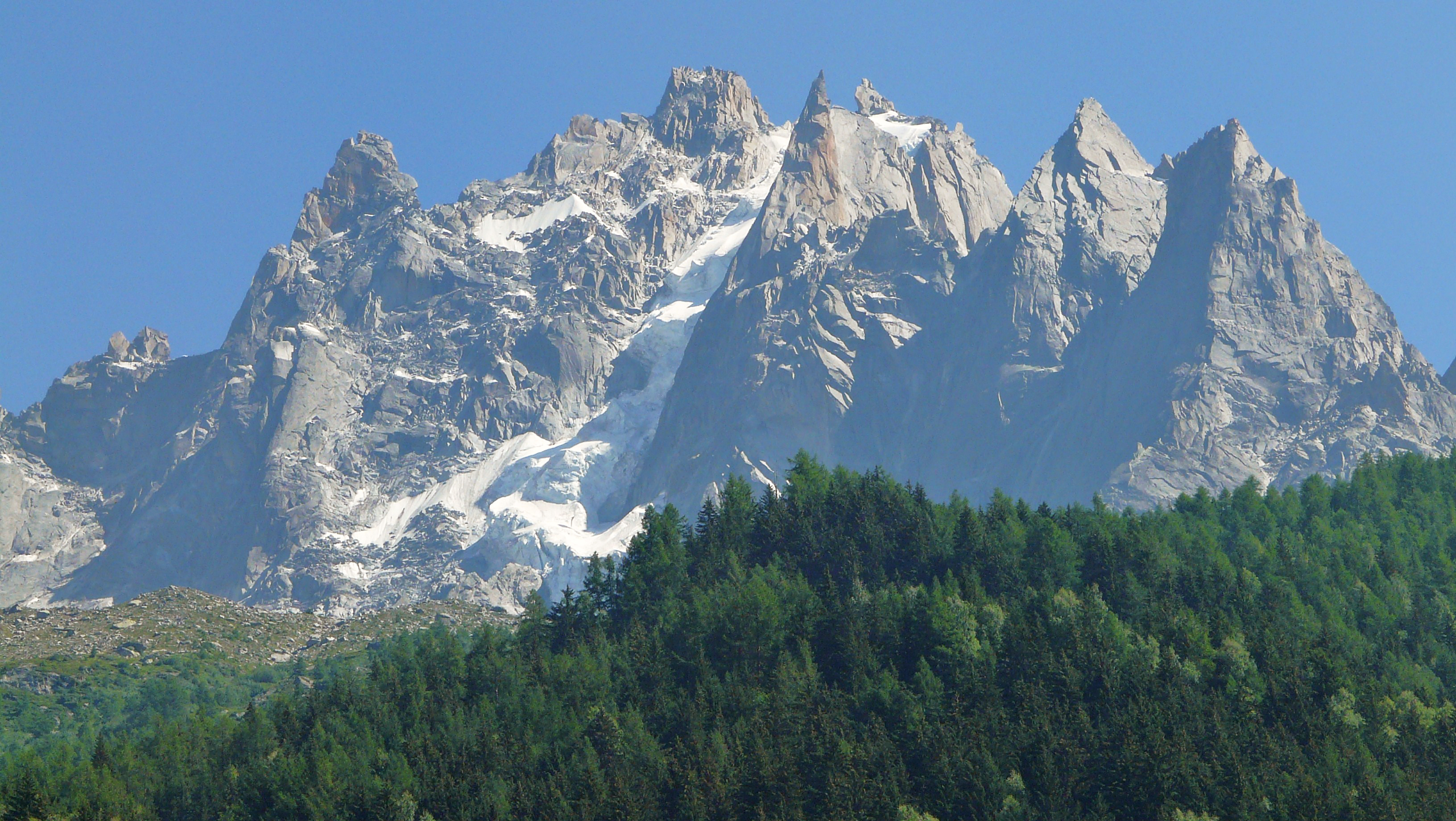
La montaña vista desde Chamonix.